# Bistum San Juan de la Maguana
Das Bistum San Juan de la Maguana (lat.: Dioecesis Sancti Ioannis Maguanensis, span.: Diócesis de San Juan de la Maguana) ist eine in der Dominikanischen Republik gelegene römisch-katholische Diözese mit Sitz in San Juan de la Maguana. 

## Geschichte
Das Bistum wurde am 25. September 1953 durch Papst Pius XII. mit der Päpstlichen Bulle Si magna et excelsa aus Gebietsabtretungen des Erzbistums Santo Domingo als Territorialprälatur San Juan de la Maguana errichtet. Die Territorialprälatur San Juan de la Maguana wurde dem Erzbistum Santo Domingo als Suffragan unterstellt. 
Am 19. November 1969 wurde die Territorialprälatur San Juan de la Maguana durch Papst Paul VI. mit der Päpstlichen Bulle Summopere laetantes zum Bistum erhoben. Das Bistum San Juan de la Maguana gab am 24. April 1976 Teile seines Territoriums zur Gründung des Bistums Barahona ab.

## Ordinarien

### Prälaten von San Juan de la Maguana
- Tomás Francisco Reilly CSsR, 1956–1969

### Bischöfe von San Juan de la Maguana
- Tomás Francisco Reilly CSsR, 1969–1977
- Ronald Gerard Connors CSsR, 1977–1991
- José Dolores Grullón Estrella, 1991–2020
- Tomás Alejo Concepción, seit 2020